# Reserva provincial altoandina de La Chinchilla
La reserva provincial altoandina de La Chinchilla (o Lagunas de Vilama) es un área natural protegida provincial en los departamentos Rinconada y Susques, en Jujuy, Argentina. Fue creada en 1992 por Decreto provincial n.° 2213-E-92. Con una superficie de 368 529 ha, comprende el complejo lacustre lagunas de Vilama, un humedal de altura de 170 000 ha, que fue designado sitio Ramsar el 20 de septiembre de 2000. También una parte de la reserva («sistema de lagunas de Vilama-Pululos»), coincidente con el sitio Ramsar, fue declarada en 2008 sitio AICA -áreas importantes para la conservación de las aves- por BirdLife International.

## Objetivos
Preservación de especies y diversidad genética, en particular la protección de la vicuña y numerosas aves, y la conservación y recuperación de la chinchilla.[cita requerida]

## Ubicación
La reserva está ubicada en el noroeste argentino, cerca del límite tripartito con Bolivia y Chile, en la Puna de Atacama, al pie de la cordillera de los Andes, a una altitud de 4500 m s. n. m..
Se encuentra en la provincia fitogeográfica altoandina y contiene más de una decena de lagunas en un paisaje volcánico de superficie  ignimbrítica. 
La localidad más cercana es Lagunillas del Farallón y la ciudad más importante, Abra Pampa, se encuentra a más de 100 km.

## Clima
El clima es muy frío y seco, con gran amplitud térmica diaria. La temperatura media es de 7 °C, la máxima es de 22 °C  y la mínima de -32 °C. Las precipitaciones son menores a 100 mm anuales, con períodos de sequías que afectan el nivel de los cuerpos de agua.

## Lagunas
La zona es una cuenca endorreica con doce lagunas, de las cuales las más importantes son Vilama con una superficie aproximada de 4600 ha, Palar, de 2250 ha -ambas someras (poco profundas) e hipersalinas- y Pululos, de agua dulce, de unas 1000 ha. Las otras lagunas son: Arenal, Colpayoc, Isla Grande, Catal, Guindas, Honda y Blanca, todas con diferentes grados de salinidad; y las lagunas Caití y Cerro Negro, de agua dulce.[cita requerida]
Son el hábitat de abundante avifauna, con especies endémicas y amenazadas. También es zona de alimentación de especies migratorias del neártico.
Las lagunas son alimentadas por aguas surgentes o de deshielo, que a medida que van descendiendo por las laderas hacia los valles se van cargando de sales. No desaguan en el mar sino en el mismo terreno, por filtración o evaporación.[cita requerida]

## Flora y fauna

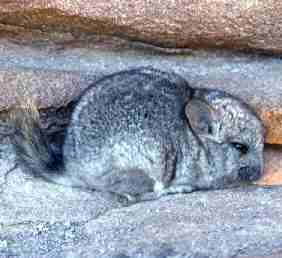
Chinchilla en la Cordillera de los Andes.

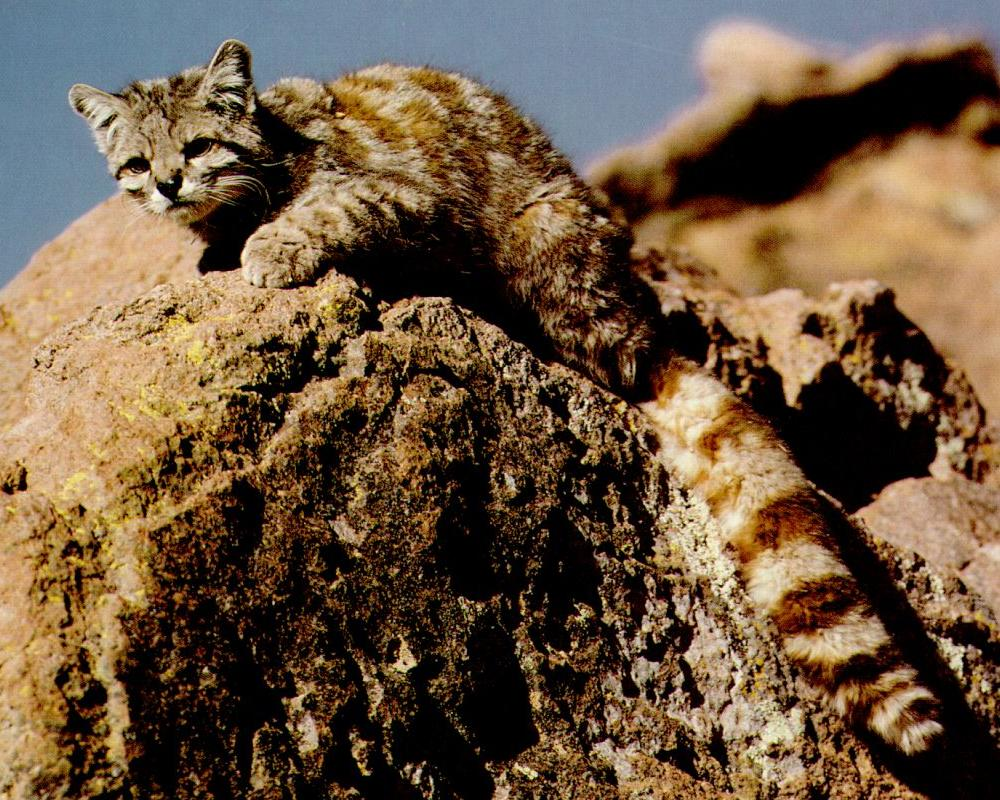
Gato andino.

La cubierta vegetal es escasa, con predominancia de gramíneas del género Festuca 
y fanerógamas del género Parastrephia. Alrededor de las lagunas son abundantes las especies de juncáceas Oxychloe y en los roquedales hay especies de Azorella (yareta).[cita requerida]
En cuanto a la fauna, hay especies de aves endémicas como el chorlo de la puna, la gaviota andina, la agachadiza de la puna, la chola de copete, el pato puna, la avoceta andina, el cauquén guayata, el flamenco andino, el flamenco de James o chururu (vulnerable). Entre las aves migratorias se pueden observar playeros de Baird,  falaropo tricolor, pitotoy chico, pitotoy grande y chorlo pampa. También habitan la reserva ejemplares de agachona grande, agachona mediana, carpintero andino, dormilona puneña, minero de la puna, comesebo andino, chirigüe puneño, tinamus de la puna, flamenco austral, inambú silbón, bandurrita puneña y cóndor andino.[cita requerida]
Otras especies presentes son la vicuña, el suri o ñandú petiso, el gato andino y la chinchilla del altiplano cuya población sufre una gran disminución debido a la caza.
En las vegas se pueden ver rebaños de camélidos y ovinos domésticos.

## Valor cultural
Se calcula el poblamiento original de grupos aborígenes en 3000 a. C., quienes cultivaban papa y quinua entre otros, y domesticaban camélidos como la llama. Hay numerosos sitios arqueológicos que dan muestra de una ocupación intensa de poblaciones.[cita requerida]
Las lagunas y vertientes son considerados sitios de rituales en homenaje a la pachamama.

## Valor científico
Un equipo de científicos del LIMLA -Laboratorio de Investigaciones Microbiológicas de Lagunas Andinas-, dependiente del CONICET, descubrió en 2009 en la laguna de Vilama tapetes microbianos, que son ecosistemas microbiológicos constituidos por algas y diversas bacterias que sobreviven en condiciones extremas, en aguas de alta salinidad, y que van reciclando todos los minerales y compuestos necesarios para la vida. Se les llama tapetes porque parecen alfombras de diferentes colores según las bacterias que predominen en cada uno de ellos. Tienen gran valor científico, patrimonial, económico y biotecnológico.

## Conservación
- Acuerdo internacional para la conservación de la biodiversidad del altoandino: es un acuerdo firmado por instituciones de Argentina, Bolivia y Chile en 2008, para la protección de la biodiversidad altoandina en la triple frontera, teniendo como especie emblema al gato andino. El área a proteger comprende la reserva provincial altoandina de La Chinchilla, la reserva nacional de fauna andina Eduardo Abaroa en Bolivia y la reserva nacional Los Flamencos en Chile.[7]

- Existe un proyecto de conservación de humedales altoandinos de Argentina, Bolivia y Chile.[cita requerida]

- Otro proyecto es el de la «reserva de la biosfera altoandina binacional argentino-boliviana Lagos del Cielo de América», que incluiría a la reserva provincial altoandina de La Chinchilla y la reserva de la biosfera Laguna de Pozuelos.[1]

## Acceso
Se llega a través de la Ruta Nacional 40 hasta Mina Pirquitas; o tomando la Ruta Nacional 9, hay que llegar hasta la localidad de Abra Pampa, luego seguir por la Ruta Provincial 11 hasta el empalme con la Ruta Provincial 74, y seguidamente tomar la Ruta Nacional 40 hasta Mina Pirquitas. El camino de acceso a la reserva es una huella vehicular de difícil tránsito.[cita requerida]